# Callejón Cedaceros
El callejón Cedaceros es una vía pública de la ciudad española de Sevilla.

## Descripción
La vía, un callejón sin salida cuyo título es de origen gremial, nace del punto en el que se encuentran las calles Ortiz de Zúñiga y Santillana. Aparece descrita en la Noticia histórica del origen de los nombres de las calles de esta ciudad de Sevilla (1839) de Félix González de León con las siguientes palabras:

Calle Cedaceros. Está en el mismo cuartel que las anteriores, y en la parroquia de san Pedro. Se llama así porque en ella habitaron los Cedaceros. Es un pedazo de calle sucia y sin salida, que está en la calle de Cantillana.
(González de León, 1839, p. 229)